# Roemeense gemeente

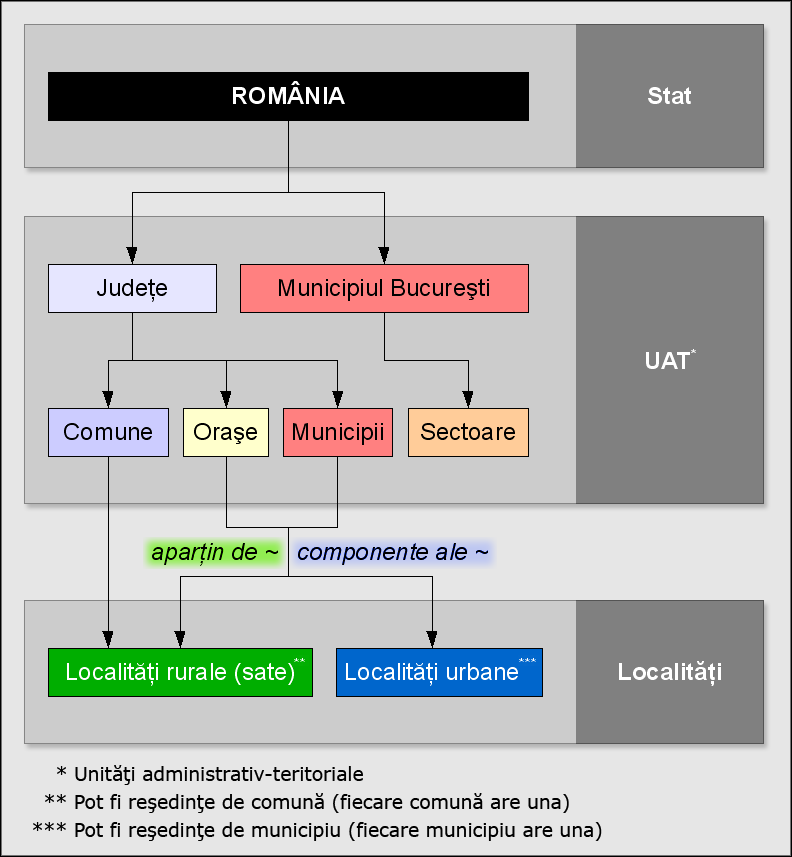
Schema bestuurlijke indeling van Roemenië. Het middelste blok geeft de driedeling van de term "gemeente" aan.

Een Roemeense gemeente is een bestuurlijk niveau in Roemenië.
De status municipiu (municipiu in het Roemeens, van het Latijnse municipium) wordt gegeven aan grotere steden, meestal met meer dan 15.000 inwoners en duidelijke stedelijke kenmerken. Wanneer daar niet aan wordt voldaan dan kan de plaats als stad (orașe) worden geclassificeerd. Wanneer de plaats geen stedelijke kenmerken heeft wordt de status comune gebruikt.
Er is geen officiële onderverdeling van Roemeense gemeenten. Een gemeente kan uit meerdere dorpen (localități) bestaan. De gemeente Boekarest is een uitzondering met een opdeling in sectoren.
Roemenië telt 319 steden (orașe) waarvan 103 met de gemeentelijke status municipiu, en 2686 landelijke gemeenten (comune).

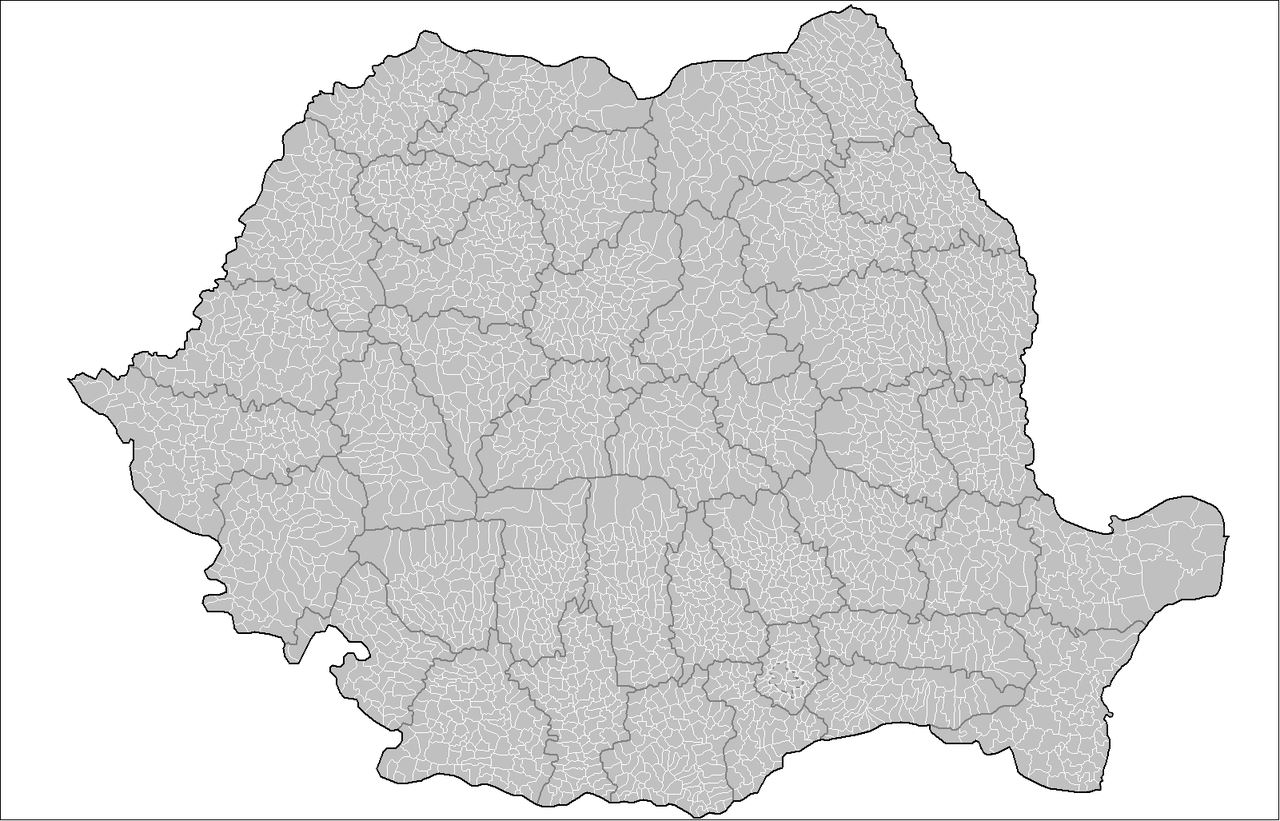
Roemeense gemeenten